# 第二次バーバリ戦争
第二次バーバリ戦争（だいにじバーバリせんそう、英: Second Barbary War、またはアルジェライン、アルジェリア戦争とも呼ばれる））は、19世紀初めに、アメリカ合衆国とオスマン帝国北アフリカ諸邦との間に戦われた2回目の戦争である。
北アフリカではトリポリ、チュニス、アルジェの3邦がオスマン帝国に従属しながら、独立色の強い統治を行っており、3国を合わせてバーバリ諸国と呼ばれていた。第一次バーバリ戦争（1801年-1805年）でトリポリの海賊行為（バーバリ海賊）を止めさせていたアメリカ合衆国は、1815年にアルジェを攻めた後に、交渉で海賊行為を止めさせることに成功した。この翌年にはイギリスとオランダによって、長く続いた国際紛争も事実上の終わりを迎えた。このバーバリ戦争で、アメリカ合衆国は海賊諸国に対して通行料を払う慣習を終わらせ、オスマン帝国時代（16世紀から18世紀）に蔓延していたこの地域の海賊行為に終焉を迎えさせる始まりとなった。その後の数十年間でヨーロッパ列強はより洗練され高価な艦船を建造し、バーバリ海賊が数や技能で掛かっても対抗できないものとなった。

## 背景
第一次バーバリ戦争の後、アメリカ合衆国はフランスとの貿易に関してイギリスとの関係が悪化し、それが米英戦争（1812年-1815年）に繋がったために、北アフリカに対する関心が疎かになっていた。バーバリ諸国の海賊はこの機会を捉えて、地中海を航行するアメリカ合衆国やヨーロッパ諸国の商船に対する攻撃を再開し、船員や士官を捕らえて身代金を要求していた。
これと同じ頃、ヨーロッパ列強はナポレオン戦争に巻き込まれたままであり、それが完全に終わったのは1815年になってからだった。

## アメリカ合衆国の対応
1815年2月に米英戦争が終わり、アメリカ合衆国は再度北アフリカに注意を向けることができるようになった。3月3日、アメリカ合衆国議会はアルジェに対して海軍を動員することを承認し、2つの戦隊が編成され、戦争の準備が整った。ウィリアム・ベインブリッジ代将の指揮する戦隊はボストン港に、スティーヴン・ディケーター代将の指揮する戦隊はニューヨーク港に集結した。ディケーターの戦隊が先に準備が整い、5月20日に出港した。この戦隊は旗艦であるフリゲートUSSゲリエール（大砲44門搭載、ウィリアム・ルイス艦長）、USSコンステレーション（大砲36門搭載、チャールズ・ゴードン艦長）、HMSマケドニア（大砲38門搭載、ジェイコブ・ジョーンズ艦長）、スループ・オブ・ウォーのエペライイ（大砲16門搭載、ジョン・ダウンズ艦長）とオンタリオ（大砲16門搭載、ジェシー・D・エリオット艦長）、ブリッグのファイアフライ（大砲14門搭載、ジョージ・W・コジャーズ艦長）、スパーク（大砲14門搭載、トマス・ギャンブル艦長）、フランボー（大砲14門搭載、ジョン・B・ニコルソン艦長）、スクーナーのトーチ（大砲12門搭載、ウォルコット・ショーンシー艦長）とスピットファイア（大砲12門搭載、アレクサダー・J・ダラス艦長）の合計10艦で構成された。

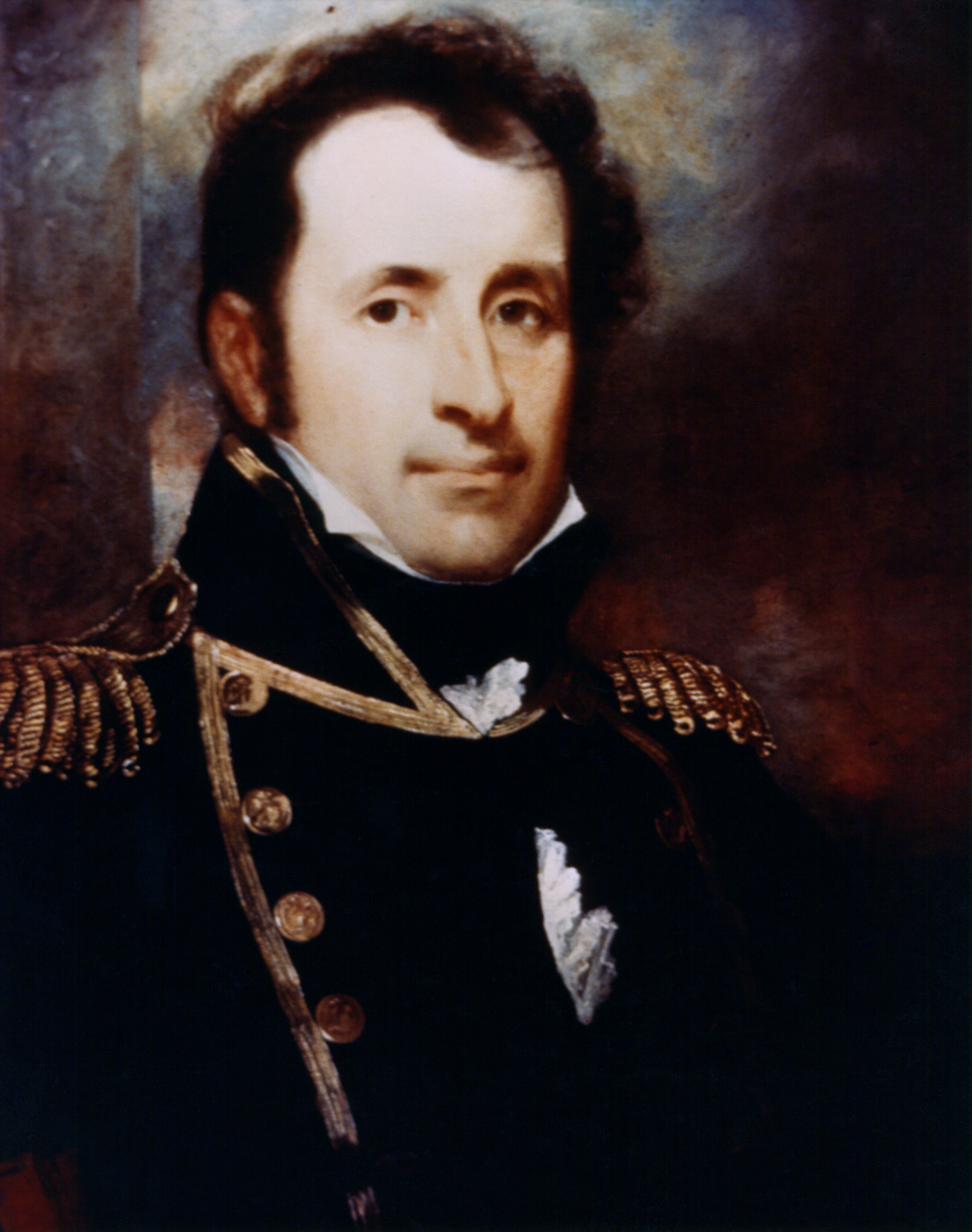
アメリカ海軍を指揮したスティーヴン・ディケーター

ベインブリッジの戦隊は準備が遅れ、7月1日に出港したので、戦争に間に合わなかった。

## 交戦と交渉
ディケーター戦隊はジブラルタルを出発してアルジェに向かった直後に、アルジェの旗艦であるメシュダと遭遇し、ガータ岬沖の海戦でメシュダを捕獲した。さらにそれから幾らも経たないときに、パロス岬沖の海戦でアルジェのブリッグ艦エステディオを捕獲した。6月最終週までに戦隊はアルジェ港に到着し、アルジェのパシャ（デイ）との交渉を始めた。町を破壊するという脅しを組み合わせて、これまでの損害補償をしつこく要求した結果、アルジェのパシャが条件を受け入れた。1815年7月3日、アルジェ湾のゲリエール艦上で調印された条約に従い、ディケーターは捕獲していたメシュダとエステディオを返還し、アルジェ側は約10人と推計されるアメリカ人捕虜全員を釈放し、さらにかなりの数のヨーロッパ人が、捕獲した船舶に対する1万ドルの支払と共に、パシャの臣民約500人と交換された。この条約で今後通行料を取らないことを保証し、アメリカ合衆国の完全な航行権を認めた。

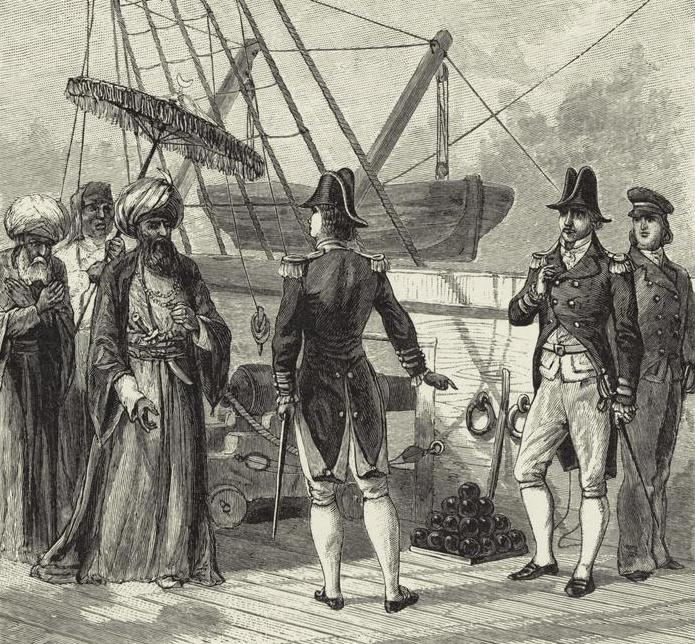
ディケーターとアルジェのパシャ、1881年の作画

## 戦争の後
1816年初期、イギリスは小さな戦列艦戦隊で、外交使節団をチュニス、トリポリ、アルジェに派遣し、そこのパシャ達に海賊行為を止め、キリスト教徒奴隷を解放するよう説得した。チュニスとトリポリのパシャは何の抵抗も無しに同意したが、アルジェのパシャは反抗的であり、交渉は縺れた。外交使節団長の初代エクスマス子爵エドワード・ペリューはキリスト教徒の奴隷化を止めさせる条約を交渉できたと考えてイングランドに戻った。しかし、命令の混乱のためにアルジェ兵がコルシカ、シチリア、サルディニアの漁師200人を虐殺した。これらの島は条約が調印された後ではイギリスの保護下にあった。このことでイギリスやヨーロッパ諸国を激怒させ、エクスマス子爵の交渉は失敗したと見られた。
その結果、エクスマス子爵は再度その任務を完遂し、アルジェに対して懲罰を行うよう命令された。エクスマスは戦列艦5艦に多くのフリゲート艦で補強された戦隊を編成し、さらに後にはオランダの艦船6艦の支援を受けた。交渉が一旦失敗した後の1816年8月27日、艦隊はアルジェの町に9時間にわたる懲罰目的の艦砲射撃を行った。この攻撃でパシャの海賊や岸の砲台の多くが不能となり、その前日に拒否したのと同じ条件で和平を受け入れざるを得なくなった。エクスマスは、アルジェ側が条件を飲まなければ、攻撃を続けると警告した。アルジェのパシャはエクスマスの虚勢に降り、条件を受け入れた。実のところ、エクスマスの艦隊は既に砲弾を撃ち尽くしていた。
1816年9月24日に条約が調印された。1,083人のキリスト教徒奴隷が解放され、イギリス領事も釈放された。アメリカ合衆国が納めていた身代金も返還された。
第一次バーバリ戦争の後で、ヨーロッパ諸国は互いに戦争に明け暮れていた。アメリカ合衆国もイギリスと戦った。しかし、この第二次バーバリ戦争の後は、ヨーロッパで戦争が無かった。このことで、ヨーロッパ諸国はその軍事力を高めて、地中海で邪魔されずにバーバリ諸国に対抗できるようになった。その後アルジェは1830年に、チュニスは1881年にフランスの植民地にされた。トリポリは1835年にオスマン帝国の統治下に戻った。1911年、オスマン帝国が衰退していたことで、支配権の空白が生まれていた時期を利用したイタリアは、トリポリを支配下に入れた。ヨーロッパ列強は20世紀半ばまで北アフリカ東部の政府を支配し続けた。19世紀の装甲艦の時代から、20世紀初期のドレッドノート級戦艦に時代が移り、ヨーロッパ列強は地中海支配を確実なものにした。